# 高田里惠子
高田 里惠子（たかだ りえこ、1958年1月23日 - ）は、日本の文学者。専門はドイツ近代文学。桃山学院大学経営学部教授。

## 人物
神奈川県生まれ。東京大学大学院人文科学研究科独文学専攻博士課程単位取得満期退学。桃山学院大学経営学部助教授を経て、現職。
日本ドイツ文学研究史に手を染め、高橋健二の戦争協力や、芳賀檀の行動を論じた論文をまとめ、『文学部をめぐる病い』として刊行。続けて『グロテスクな教養』『学歴・階級・軍隊』と、戦前の「理想的な教養共同体」と回顧されることが多い「旧制高校」についての神話を破壊する本を、続けて刊行した。
夫はドイツ思想の高田珠樹（大阪大学言語文化研究科教授）。
「牧野丹奈子新学長を待望する」メンバーの一人。2015～2016年にかけて、学校法人桃山学院を相手取り仮処分申立てを牧野丹奈子等と行ったがうまくいかなかった。

## 著書
- 『文学部をめぐる病い 教養主義・ナチス・旧制高校』松籟社 2001、ちくま文庫　2006
- 『グロテスクな教養』ちくま新書 2005
- 『学歴・階級・軍隊　高学歴兵士たちの憂鬱な日常』中公新書、2008
- 『男の子のための軍隊学習のススメ』ちくまプリマー新書、2008
- 『失われたものを数えて　書物愛憎』河出ブックス、2011
- 『女子・結婚・男選び　あるいは＜選ばれ男子＞』ちくま新書、2012

### 訳書
- ペーター・スローターダイク『魔の木 1785年における精神分析の成立 心理学の哲学を物語る試み』高田珠樹共訳 岩波書店 1988

## 論文
- >Cinii 高田里恵子

## 参考
- http://bookweb.kinokuniya.co.jp/htm/430962426X.html